# Hellersdorf (tunnelbanestation)
Hellersdorf är en tunnelbanestation i Hellersdorf i Berlin på linje U5.